# Radiosidad (radiometría)
En radiometría, radiosidad es el flujo radiante que sale (emitido, reflejado y transmitido por) una superficie por unidad de área, y radiosidad espectral es la radiosidad de una superficie por unidad de frecuencia o longitud de onda, dependiendo de si el espectro se toma en función de la frecuencia o de la longitud de onda. En el Sistema Internacional de Unidades la radiosidad es el vatio por metro cuadrado (W/m2), mientras que la radiosidad espectral en frecuencia es el vatio por metro cuadrado por hercio (W·m−2·Hz−1) y el de la radiosidad espectral en longitud de onda es el vatio por metro cuadrado por metro (W·m−3), comúnmente expresado también en vatio por metro cuadrado por nanómetro (W·m−2·nm−1). El ergio por centímetro cuadrado por segundo (erg·cm−2·s−1), expresión en el Sistema Cegesimal de Unidades, se utiliza a menudo en astronomía. La radiosidad a menudo se denomina intensidad en ramas de la física distintas a la radiometría, pero en radiometría este uso genera confusión con la intensidad radiante.

## Definiciones matemáticas

### Radiosidad
La radiosidad de una superficie, denominada Je ("e" de "energético", para evitar confusión con cantidades fotométricas), se define como
{\displaystyle J_{\mathrm {e} }={\frac {\partial \Phi _{\mathrm {e} }}{\partial A}}=J_{\mathrm {e,em} }+J_{\mathrm {e,r} }+J_{\mathrm {e,tr} },}
donde
- {\displaystyle {\partial }} es el símbolo de la derivada parcial.
- {\displaystyle \Phi _{e}} es el flujo radiante que sale (emitido, reflejado y transmitido).
- {\displaystyle A} es el área.
- {\displaystyle J_{e,em}=M_{e}} es la componente emitida de la radiosidad de la superficie, es decir su salida radiante.
- {\displaystyle J_{e,r}} es el componente reflejado de la radiosidad de la superficie.
- {\displaystyle J_{e,tr}} es el componente transmitido de la radiosidad de la superficie.

Para una superficie opaca, el componente transmitido de la radiosidad Je,tr desaparece y solo quedan dos componentes:
{\displaystyle J_{\mathrm {e} }=M_{\mathrm {e} }+J_{\mathrm {e,r} }.}
En la transferencia de calor, combinar estos dos factores en un término de radiosidad ayuda a determinar el intercambio neto de energía entre múltiples superficies.

### Radiosidad espectral
La radiosidad espectral en frecuencia de una superficie, denominada Je,ν, se define como
{\displaystyle J_{\mathrm {e} ,\nu }={\frac {\partial J_{\mathrm {e} }}{\partial \nu }},}
donde ν es la frecuencia.
La radiosidad espectral en longitud de onda de una superficie, denominada Je,λ, se define como
{\displaystyle J_{\mathrm {e} ,\lambda }={\frac {\partial J_{\mathrm {e} }}{\partial \lambda }},}
donde λ es la longitud de onda.

## Método de radiosidad
La radiosidad de una superficie opaca, gris y difusa viene dada por
{\displaystyle J_{\mathrm {e} }=M_{\mathrm {e} }+J_{\mathrm {e,r} }=\varepsilon \sigma T^{4}+(1-\varepsilon )E_{\mathrm {e} },}
donde
- ε es la emisividad de esa superficie.
- σ es la constante de Stefan-Boltzmann.
- T es la temperatura de esa superficie.
- Ee es el irradiancia de esa superficie.

Normalmente, Ee es la variable desconocida y dependerá de las superficies circundantes. Entonces, si alguna superficie i está siendo alcanzada por la radiación desde alguna otra superficie j, entonces la energía de radiación incidente en la superficie i es Ee,ji Ai = Fji Aj Je,j donde Fji es el factor de vista o factor de forma, desde la superficie j hacia la superficie i. Entonces, la irradiancia de la superficie i es la suma de la energía de radiación de todas las demás superficies por unidad de superficie de área Ai:
{\displaystyle E_{\mathrm {e} ,i}={\frac {\sum _{j=1}^{N}F_{ji}A_{j}J_{\mathrm {e} ,j}}{A_{i}}}.}
Ahora, empleando la relación de reciprocidad para los factores de vista Fji Aj = Fij Ai,
{\displaystyle E_{\mathrm {e} ,i}=\sum _{j=1}^{N}F_{ij}J_{\mathrm {e} ,j},}
y sustituyendo la irradiancia en la ecuación de radiosidad, se tiene que
{\displaystyle J_{\mathrm {e} ,i}=\varepsilon _{i}\sigma T_{i}^{4}+(1-\varepsilon _{i})\sum _{j=1}^{N}F_{ij}J_{\mathrm {e} ,j}.}
Para un recinto de superficie N, esta suma para cada superficie generará N ecuaciones de primer grado con N radiosidades desconocidas, y N temperaturas desconocidas. Para un recinto con pocas superficies, esto se puede hacer a mano. Pero, para una habitación con muchas superficies, es necesario aplicar el álgebra lineal y utilizar una computadora.
Una vez calculadas las radiosidades, la transferencia neta de calor {\displaystyle {\dot {Q}}_{i}} en una superficie se puede determinar encontrando la diferencia entre la energía entrante y la saliente:
{\displaystyle {\dot {Q}}_{i}=A_{i}\left(J_{\mathrm {e} ,i}-E_{\mathrm {e} ,i}\right).}
Usando la ecuación de radiosidad Je,i = εiσTi4 + (1 − εi)Ee,i, la irradiancia se puede eliminar de la expresión anterior para obtener
{\displaystyle {\dot {Q}}_{i}={\frac {A_{i}\varepsilon _{i}}{1-\varepsilon _{i}}}\left(\sigma T_{i}^{4}-J_{\mathrm {e} ,i}\right)={\frac {A_{i}\varepsilon _{i}}{1-\varepsilon _{i}}}\left(M_{\mathrm {e} ,i}^{\circ }-J_{\mathrm {e} ,i}\right),}
donde Me,i° es la salida radiante de un cuerpo negro.

## Analogía con circuitos eléctricos
Para un recinto que consta de solo unas pocas superficies, a menudo es más fácil representar el sistema con un circuito análogo en lugar de resolver el conjunto de las ecuaciones lineales de radiosidad. Para ello, la transferencia de calor en cada superficie se expresa como
{\displaystyle {\dot {Q_{i}}}={\frac {M_{\mathrm {e} ,i}^{\circ }-J_{\mathrm {e} ,i}}{R_{i}}},}
donde Ri = (1 − εi)/(Aiεi) es la resistencia de la superficie.
Asimismo, Me,i° − Je,i es la salida del cuerpo negro menos la radiosidad, y sirve como la 'diferencia de potencial'. Estas cantidades están formuladas para parecerse a las de un circuito eléctrico V = IR.
Ahora, realizando un análisis similar para la transferencia de calor desde la superficie i a la superficie j,
{\displaystyle {\dot {Q}}_{ij}=A_{i}F_{ij}(J_{\mathrm {e} ,i}-J_{\mathrm {e} ,j})={\frac {J_{\mathrm {e} ,i}-J_{\mathrm {e} ,j}}{R_{ij}}},}
donde Rij = 1/(Ai Fij).
Debido a que lo anterior es entre superficies, Rij es la resistencia del espacio entre las superficies y Je,i − Je,j sirve como la diferencia de potencial.
Combinando los elementos de superficie y los elementos espaciales, se forma un circuito. La transferencia de calor se encuentra usando la diferencia de potencial apropiada y resistencias equivalentes, similar al proceso usado para analizar circuitos eléctricos.

## Otros métodos
En el método de radiosidad y la analogía del circuito eléctrico, se hicieron varias suposiciones para simplificar el modelo. Lo más significativo es que la superficie es un emisor difuso. En tal caso, la radiosidad no depende del ángulo de incidencia de la radiación reflejada y esta información se pierde en una superficie de reflexión difusa. En realidad, sin embargo, la radiosidad tendrá un componente especular de la radiación reflejada. Entonces, la transferencia de calor entre dos superficies depende tanto del factor de vista como del ángulo de radiación reflejada.
También se supuso que la superficie es un cuerpo gris, es decir que su emisividad es independiente de la frecuencia o longitud de onda de la radiación. Sin embargo, si el rango del espectro de radiación es grande, este no será el caso. En tal aplicación, la radiosidad debe calcularse espectralmente y luego integrarse en todo el rango del espectro de radiación.
Otra suposición más es que la superficie es isoterma. Si no es así, entonces la radiosidad variará en función de su posición en la superficie. Sin embargo, este problema se soluciona simplemente subdividiendo la superficie en elementos más pequeños hasta obtener la precisión deseada.

## Unidades de radiometría del SI
| Magnitud                                                                   | Magnitud | Unidad                                                 | Unidad          | Dimensión | Notas |
| Nombre                                                                     | Símbolo  | Nombre                                                 | Símbolo         | Dimensión | Notas |
| -------------------------------------------------------------------------- | -------- | ------------------------------------------------------ | --------------- | --------- | --- |
| Energía radiante                                                           | Qe       | julio                                                  | J               | M⋅L2⋅T−2  | Energía de la radiación electromagnética. |
| Densidad de energía radiante                                               | we       | julio por metro cúbico                                 | J/m3            | M⋅L−1⋅T−2 | Energía radiante por unidad de volumen. |
| Flujo radiante                                                             | Φe       | vatio                                                  | W = J/s         | M⋅L2⋅T−3  | Energía radiante emitida, reflejada, transmitida o recibida, por unidad de tiempo. A esto a veces también se le llama "potencia radiante", y se llama luminosidad en astronomía. |
| Flujo espectral                                                            | Φe,ν     | vatio por hercio                                       | W/Hz            | M⋅L2⋅T−2  | Flujo radiante por unidad de frecuencia o longitud de onda. Este último se mide comúnmente en W⋅nm−1. |
| Flujo espectral                                                            | Φe,λ     | vatio por metro                                        | W/m             | M⋅L⋅T−3   | Flujo radiante por unidad de frecuencia o longitud de onda. Este último se mide comúnmente en W⋅nm−1. |
| Intensidad radiante                                                        | Ie,Ω     | vatio por estereorradián                               | W/sr            | M⋅L2⋅T−3  | Flujo radiante emitido, reflejado, transmitido o recibido, por unidad de ángulo sólido. Es una cantidad "direccional". |
| Intensidad espectral                                                       | Ie,Ω,ν   | vatio por estereorradián por hercio                    | W⋅sr−1⋅Hz−1     | M⋅L2⋅T−2  | Intensidad radiante por unidad de frecuencia o longitud de onda. Este último se mide comúnmente en W⋅sr−1⋅nm−1. Es una magnitud direccional. |
| Intensidad espectral                                                       | Ie,Ω,λ   | vatio por estereorradián por metro                     | W⋅sr−1⋅m−1      | M⋅L⋅T−3   | Intensidad radiante por unidad de frecuencia o longitud de onda. Este último se mide comúnmente en W⋅sr−1⋅nm−1. Es una magnitud direccional. |
| Radiancia                                                                  | Le,Ω     | vatio por estereorradián por metro cuadrado            | W⋅sr−1⋅m−2      | M⋅T−3     | Flujo radiante emitido, reflejado, transmitido o recibido por una superficie, por unidad de ángulo sólido por unidad de área proyectada. Es una cantidad "direccional", a la que a veces también se le llama confusamente "intensidad". |
| Radiancia espectral Intensidad específica                                  | Le,Ω,ν   | vatio por estereorradián por metro cuadrado por hercio | W⋅sr−1⋅m−2⋅Hz−1 | M⋅T−2     | Resplandor de una superficie por unidad de frecuencia o longitud de onda. Este último se mide comúnmente en W⋅sr−1⋅m−2⋅nm−1. Es una cantidad "direccional", a la que a veces también se le llama confusamente "intensidad espectral". |
| Radiancia espectral Intensidad específica                                  | Le,Ω,λ   | vatio por estereorradián por metro cuadrado, por metro | W⋅sr−1⋅m−3      | M⋅L−1⋅T−3 | Resplandor de una superficie por unidad de frecuencia o longitud de onda. Este último se mide comúnmente en W⋅sr−1⋅m−2⋅nm−1. Es una cantidad "direccional", a la que a veces también se le llama confusamente "intensidad espectral". |
| Irradiancia Densidad de flujo                                              | Ee       | vatio por metro cuadrado                               | W/m2            | M⋅T−3     | Flujo radiante recibido por una superficie por unidad de área. A esto a veces también se le llama confusamente "intensidad". |
| Irradiancia espectral Densidad de flujo espectral                          | Ee,ν     | vatio por metro cuadrado por hercio                    | W⋅m−2⋅Hz−1      | M⋅T−2     | Irradiancia de una superficie por unidad de frecuencia o longitud de onda. A esto a veces también se le llama confusamente "intensidad espectral". Las unidades de densidad de flujo espectral que no pertenecen al SI incluyen jansky (unidad) ((1 Jy = 10−26 W⋅m−2⋅Hz− 1)) y unidad de flujo solar ((1 sfu = 10−22 W⋅m−2⋅Hz−1 = 104 Jy)). |
| Irradiancia espectral Densidad de flujo espectral                          | Ee,λ     | vatio por metro cuadrado, por metro                    | W/m3            | M⋅L−1⋅T−3 | Irradiancia de una superficie por unidad de frecuencia o longitud de onda. A esto a veces también se le llama confusamente "intensidad espectral". Las unidades de densidad de flujo espectral que no pertenecen al SI incluyen jansky (unidad) ((1 Jy = 10−26 W⋅m−2⋅Hz− 1)) y unidad de flujo solar ((1 sfu = 10−22 W⋅m−2⋅Hz−1 = 104 Jy)). |
| Radiosidad                                                                 | Je       | vatio por metro cuadrado                               | W/m2            | M⋅T−3     | Flujo radiante que sale (emitido, reflejado y transmitido por) una superficie por unidad de área. A esto a veces también se le llama confusamente "intensidad". |
| Radiosidad espectral                                                       | Je,ν     | vatio por metro cuadrado por hercio                    | W⋅m−2⋅Hz−1      | M⋅T−2     | Radiosidad de una superficie por unidad de frecuencia o longitud de onda. Este último se mide comúnmente en W⋅m−2⋅nm−1. A esto a veces también se le llama confusamente "intensidad espectral". |
| Radiosidad espectral                                                       | Je,λ     | vatio por metro cuadrado, por metro                    | W/m3            | M⋅L−1⋅T−3 | Radiosidad de una superficie por unidad de frecuencia o longitud de onda. Este último se mide comúnmente en W⋅m−2⋅nm−1. A esto a veces también se le llama confusamente "intensidad espectral". |
| Salida radiante                                                            | Me       | vatio por metro cuadrado                               | W/m2            | M⋅T−3     | Flujo radiante emitido por una superficie por unidad de área. Este es el componente emitido de la radiosidad. "Emitancia radiante" es un término antiguo para esta cantidad. A esto a veces también se le llama confusamente "intensidad".                                                                                                  |
| Salida espectral                                                           | Me,ν     | vatio por metro cuadrado por hercio                    | W⋅m−2⋅Hz−1      | M⋅T−2     | Exitancia radiante de una superficie por unidad de frecuencia o longitud de onda. Este último se mide comúnmente en W⋅m−2⋅nm−1. "Emitancia espectral" es un término antiguo para esta cantidad. A esto a veces también se le llama confusamente "intensidad espectral".                                                                     |
| Salida espectral                                                           | Me,λ     | vatio por metro cuadrado, por metro                    | W/m3            | M⋅L−1⋅T−3 | Exitancia radiante de una superficie por unidad de frecuencia o longitud de onda. Este último se mide comúnmente en W⋅m−2⋅nm−1. "Emitancia espectral" es un término antiguo para esta cantidad. A esto a veces también se le llama confusamente "intensidad espectral".                                                                     |
| Exposición radiante                                                        | He       | julio por metro cuadrado                               | J/m2            | M⋅T−2     | Energía radiante recibida por una superficie por unidad de área, o equivalentemente irradiancia de una superficie integrada a lo largo del tiempo de irradiación. A esto a veces también se le llama "fluencia radiante". |
| Exposición espectral                                                       | He,ν     | julio por metro cuadrado por hercio                    | J⋅m−2⋅Hz−1      | M⋅T−1     | Exposición radiante de una superficie por unidad de frecuencia o longitud de onda. Este último se mide comúnmente en J⋅m−2⋅nm−1. A esto a veces también se le llama "fluencia espectral". |
| Exposición espectral                                                       | He,λ     | julio por metro cuadrado, por metro                    | J/m3            | M⋅L−1⋅T−2 | Exposición radiante de una superficie por unidad de frecuencia o longitud de onda. Este último se mide comúnmente en J⋅m−2⋅nm−1. A esto a veces también se le llama "fluencia espectral". |
| Véase también: Sistema Internacional de Unidades, Radiometría y Fotometría |          |                                                        |                 |           | |